# Volcan du Montsacopa
Le volcan du Montsacopa est un volcan éteint de la Cordillère transversale situé à l'intérieur de la ville d'Olot, entre les volcans de la Garrinada et celui du Montolivet.

## Toponymie
Le nom de Montsacopa vient de mont et de coupe en catalan. Sur le côté du cratère se trouve l'ermitage de Sant Francesc (saint François) qui lui donne aussi le nom de volcan de Sant Francesc.
Un collège de la ville porte son nom.

## Géographie

### Topographie
Le volcan fait partie du parc naturel de la zone volcanique de la Garrotxa.

### Géologie
C'est le volcan le plus récent d'Olot.

## Histoire

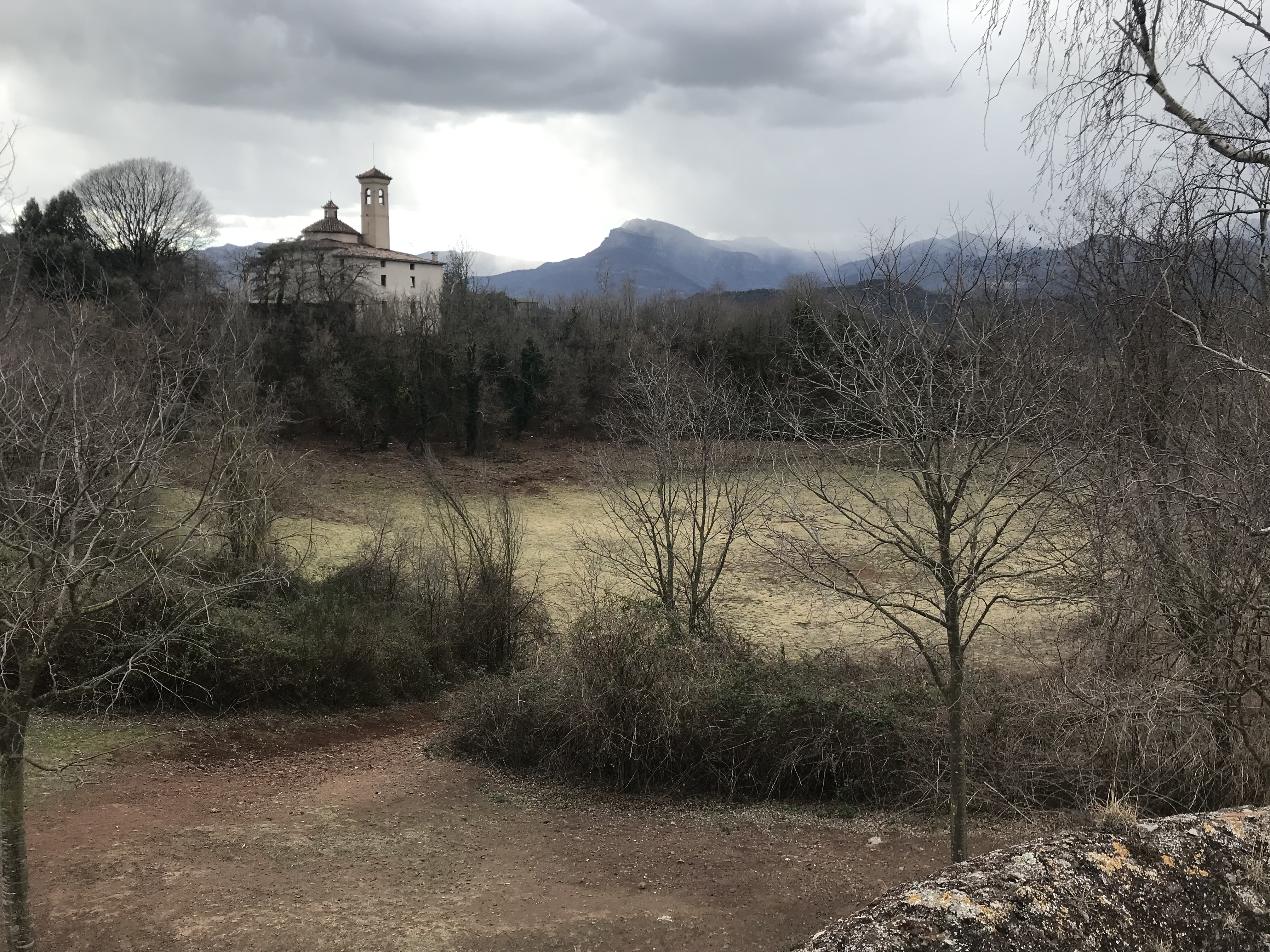
Cratère du volcan du Montsacopa, avec l'église Sant Francesc en arrière-plan.

Durant l'occupation française en 1812, l'ermitage est condamné et deux tours défensives sont construites.